# Giuseppe Fornaciari (calciatore)
Giuseppe Fornaciari (Augusta, 27 luglio 1967 – Augusta, 9 febbraio 2025) è stato un calciatore italiano, di ruolo difensore.

## Carriera
Debutta nella Juventina Gela con cui vince il Campionato Interregionale 1987-1988 che gli consente di giocare così in Serie C2 l'anno seguente e poi ancora tra i dilettanti la stagione successiva.
Nel 1990 si trasferisce al Leonzio con cui gioca in Serie C2, mentre l'anno seguente milita in Serie C1 con il Barletta.
Nel 1992 passa al Foggia dove gioca 18 partite alla prima stagione in Serie A, mentre l'anno successivo non viene mai schierato in gare di campionato.
Nel 1994 viene ceduto all'Avellino in Serie C1 dove conquista la promozione ai play-off e così l'anno seguente milita in Serie B.
In seguito torna a calcare i campi di Serie C1 (con la SPAL e l'Alessandria) e dal 1999 quelli di Serie C2 con varie squadre militanti nel girone C.
Complessivamente ha collezionato 18 presenze in Serie A e 23 in Serie B.

## Palmarès

### Club

#### Competizioni nazionali
- Campionato Interregionale: 1

Juventina Gela: 1987-1988